# Nicola Ransom
Nicola Ransom (* 23. Juli 1971 in London) ist eine deutsche Schauspielerin und Sprecherin.  Einem breiten Fernsehpublikum wurde sie 2004 durch ihre Rolle der Katy Neubauer in der ersten deutschsprachigen Telenovela Bianca – Wege zum Glück bekannt.

## Leben und Karriere
Nicola Ransom wuchs bilingual bis zu ihrem 12. Lebensjahr in London auf. Sie zog mit ihren Eltern nach Xanten am Niederrhein, weil ihr Vater beruflich im Ruhrgebiet und in den Niederlanden beschäftigt war. Nach einem Schulbesuch an der Marienschule Xanten legte sie ihr Abitur am Stiftsgymnasium Xanten ab, wo sie als Mitglied der Theater-AG bereits erste Schauspielerfahrungen sammelte. Ihre erste Rolle war die Goldmarie im Weihnachtsmärchen Frau Holle.
Von 1993 bis 1994 absolvierte sie im Theaterstudio Friederichstraße in Berlin ihre Schauspielausbildung. Danach erhielt sie ihr erstes festes Bühnenengagement am Mecklenburgischen Landestheater Parchim, dem sie bis 1997 angehörte. Ihr Debüt gab sie dort als Laura Wingfield in Die Glasmenagerie von Tennessee Williams. Es folgten Rollen wie die Myra Hindley in Rainer Werner Fassbinders Preparadise Sorry Now oder die Aricia, aus dem königlichen Geschlecht der Pallantiden zu Athen, in Jean Racines Tragödie Phädra. In den Jahren 1999 und 2001 spielte sie am English Theatre Berlin in einer Inszenierung des Stücks All in the Timing von David Ives und in Top Girls der britischen Autorin Caryl Churchill, wo sie die Doppelrolle der Dull Gret und Angie übernahm. In der Spielzeit 1999/2000 hatte sie ein Gastengagement am Schlosspark Theater Berlin; 2001 an der Tribüne Berlin. Durch diverse Workshops wie einen Hollywood Acting Workshop in Los Angeles (2002) und regelmäßige Workshops in den Jahren 2003 und 2004 an der Internationalen Filmschule in Köln bei M.K. Lewis (Scene Study, Masterclass) bildete sich Ransom in ihrem Beruf ständig weiter.
Seit 2007 spielt sie regelmäßig in Bühneninszenierungen an der Komödie am Kurfürstendamm und der Komödie Winterhuder Fährhaus. Dabei arbeitete sie wiederholt mit den Regisseuren Folke Braband und Martin Woelffer zusammen. Von 2008 bis 2012 und im Jahr 2017 war sie unter anderem an den beiden Theaterhäusern in Patrick Barlows Kriminalkomödie Die 39 Stufen als Annabella/Pamela/Margaret in drei verschiedenen Rollen unter der Regie von Ingolf Lück und Hans Kieseier zu sehen. In Neil LaButes Komödie Lieber schön übernahm sie von 2015 bis 2018 neben Oliver Mommsen, Roman Knižka und ihrer damaligen Telenovela-Gegenspielerin Tanja Wedhorn die Rolle der Carly. In Alan Ayckbourns Ab jetzt war sie von 2020 bis 2022 in einer Doppelrolle als Corinna und Gou 300 erneut neben Mommsen zu sehen.
Parallel arbeitet Ransom für Film und Fernsehen. 1998 gab sie als Anita Monti in mehreren Folgen der RTL-Soap Unter uns ihr Kameradebüt. Es folgten einige kleinere weitere Film- und Fernsehrollen in Produktionen wie Max und Julia (1998), Der Runner (2000) und Nicht ohne deine Liebe (2002). Eine Hauptrolle spielte sie an der Seite von Alexandra Neldel, Hendrik Duryn und Götz Schubert in der Sat.1-Fernsehkomödie Glückstreffer – Anne und der Boxer (2010).
Größerem Publikum wurde Ransom im Jahr 2004 neben Michael Rotschopf als Antargonisten-Paar in der Rolle der Katy Neubauer (verh. Wellinghoff) in der ersten deutschen Telenovela Bianca – Wege zum Glück mit Tanja Wedhorn in der Titelrolle bekannt. Diese Rolle brachte ihr eine Nominierung für den Deutschen Fernsehpreis 2005 ein. In der Nachfolgeserie Julia – Wege zum Glück übernahm sie ihre Erfolgsrolle erneut. In der Sat.1-Krimi-Vorabendserie Das Küstenrevier spielte sie 2024 als Küstritzer Bürgermeisterin Natalie Bellen eine durchgehende Hauptrolle; wiederum wurde sie als Antagonistin besetzt.
Ransom übernimmt kontinuierlich Gastrollen in verschiedenen Fernsehserien- und reihen, u. a. in Berlin, Berlin, Wolffs Revier, Nikola, Rosamunde Pilcher, Tatort, Ein starkes Team, Notruf Hafenkante und Bettys Diagnose. Ebenso spielte sie in internationalen Produktionen wie in Til Schweigers Head Full of Honey (2018) oder in der britisch-US-amerikanischen Fantasyserie Outlander (ebenfalls 2018).
Da sie die englische Sprache genauso gut beherrscht wie die deutsche, spricht sie englische Hörbücher, Dokumentationen für das britische Fernsehen, verschiedene Werbespots in beiden Sprachen, Audioguides und mehrere Computerspiele.
Im August 2006 heiratete Ransom ihren Schauspielkollegen Moritz Lindbergh (* 1964). Aus der Ehe entstammt eine gemeinsame Tochter. Nachdem sie zunächst in Hamburg wohnte, lebt sie in Berlin.

## Filmografie

### Spielfilme
- 1998: Max und Julia – Regie: Peter Fuchs
- 1999: Die letzte Chance – Regie: Erwin Keusch
- 2000: Auf schmalem Grat – Regie: Erwin Keusch
- 2000: Der Runner
- 2002: Der Duft des Geldes – Regie: Karl Kases
- 2002: Nicht ohne deine Liebe – Regie: Sigi Rothemund
- 2003: Tor zum Himmel (Gate to Heaven) – Regie: Veit Helmer
- 2004: Eine unter Tausend – Regie: Bodo Fürneisen
- 2004: Liebe in der Warteschleife – Regie: Dennis Satin
- 2004: Not a Lovestory – Regie: Aaron Allred
- 2010: Glückstreffer – Anne und der Boxer
- 2018: Head Full of Honey
- 2019: Generation Z (Kurzfilm) – Regie: Andrea Riba
- 2020: Martha und Tommy
- 2020: Snaeland – Regie: Lise Raven
- 2022: Meinen Hass bekommt ihr nicht (Vous n'aurez pas ma haine) – Regie: Kilian Riedhof

### Fernsehserien und -reihen
- 1998: Unter uns (Seifenoper, mehrere Folgen als Anita Monti)
- 2000: Max & Lisa (8 Folgen)
- 2002: Berlin, Berlin (Folge: Ich will Sandra Bullock massieren)
- 2003: Wolffs Revier (Folge: Spurlos)
- 2004–2005: Bianca – Wege zum Glück (Telenovela, 224 Folgen)
- 2004: Nikola (Folge: Fragezeichen – Teil 2)
- 2005: Der Dicke (Folge: Kunstfehler)
- 2005–2008: SOKO Leipzig (verschiedene Rollen, 2 Folgen)
- 2006: SOKO Kitzbühel (Folge: Tödliche Trugbilder)
- 2006: Julia – Wege zum Glück (Telenovela, 31 Folgen)
- 2007: Rosamunde Pilcher – Der Mann meiner Träume
- 2007: Die Familienanwältin (Folge: Böses Blut)
- 2007: Küstenwache (Folge: Mörderische Erbschaft)
- 2008: Tatort: Borowski und das Mädchen im Moor
- 2009: Ein starkes Team: Geschlechterkrieg
- 2010: Liebe, Babys und ein großes Herz (Folge: Liebe, Babys und Familienglück)
- 2011: Der letzte Bulle (Folge: Die Nackttanker von Huttrop)
- 2012: SOKO Wismar (Folge: Steckschuss)
- 2013: In Your Dreams (Folge: Typisch Ben)
- 2016: Stralsund: Vergeltung
- 2018: Outlander (Folge: Savages)
- 2020: Notruf Hafenkante (Folge: Entgleisung)
- 2021: Bettys Diagnose (Folge: Wachgerüttelt)
- 2022: Blutige Anfänger (Folge: Love Boat)
- 2022: Das Netz – Prometheus (8 Folgen)
- 2024: Das Küstenrevier (80 Folgen)

## Theater (Auswahl)
- 1994–1997: Tennessee Williams: Die Glasmenagerie (Laura Wingfield) – Regie: William Lampert (Mecklenburgisches Landestheater Parchim)
- 1994–1997: Rainer Werner Fassbinder: Preparadise Sorry Now (Myra Hindley) – Regie: Paulo Pedro Perraira (Mecklenburgisches Landestheater Parchim)
- 1994–1997: Jean Racine: Phädra (Aricia) – Regie: Wolfgang Hosfeld (Mecklenburgisches Landestheater Parchim)
- 1994–1997: Christopher Durang: Gebrüllt vor Lachen (Frau) – Regie: Katharina Waldmann gen. Seidel (Mecklenburgisches Landestheater Parchim)
- 1999–2000: Carlo Goldoni: Der Diener zweier Herren (Rosaura) – Regie: Marcello de Nardo (Schlosspark Theater Berlin)
- 1999: David Ives: All in the Timing (Diverse Rollen) – Regie: Simon Newby (English Theatre Berlin)
- 2001: Ken Ludwig: Cyrano in Buffalo (Pia Hay) – Regie: Folke Braband (Tribüne Berlin)
- 2002: Caryl Churchill: Top Girls (Dull Gret/Angie) – Regie: Robert Chevara (English Theatre Berlin)
- 2007/2009: Jordi Galceran: Die Grönholm Methode (Fiona Bellinghausen) – Regie: Folke Braband (Komödie am Kurfürstendamm/Komödie Winterhuder Fährhaus)
- 2008–2012, 2017: Patrick Barlow: Die 39 Stufen (Annabella/Pamela/Margaret) – Regie: Ingolf Lück/Hans Kieseier (Komödie am Kurfürstendamm)
- 2008/2011: Marc Camoletti: Boeing Boeing (Jackie Taylor) – Regie: Marcus Ganser (Komödie am Kurfürstendamm/Winterhuder Fährhaus Hamburg)
- 2012–2014: Esther Vilar: Der dressierte Mann (Helen) – Regie: Martin Woelffer (Komödie am Kurfürstendamm/Winterhuder Fährhaus Hamburg)
- 2012–2013: Neil LaBute: Fettes Schwein (Jeannie) – Regie: Folke Braband (Komödie am Kurfürstendamm)
- 2014: Barry Creyton: Doppelfehler (Sandra) – Regie: Christian Brey (Komödie am Kurfürstendamm)
- 2015–2018: Neil LaBute: Lieber schön (Carly) – Regie: Folke Braband (Komödie am Kurfürstendamm)
- 2020–2022: Alan Ayckbourn: Ab jetzt (Corinna/Gou 300 F) – Regie: Martin Woelffer (Komödie am Kurfürstendamm/Winterhuder Fährhaus Hamburg)